# Zweden op het Junior Eurovisiesongfestival 2012
Zweden nam deel aan het Junior Eurovisiesongfestival 2012 in Amsterdam, Nederland. Het was de 9de deelname van het land op het Junior Eurovisiesongfestival. De selectie verliep via het jaarlijkse Lilla Melodifestivalen. SVT was verantwoordelijk voor de Zweedse bijdrage voor de editie van 2012.

## Selectieprocedure
Reeds enkele weken na afloop van het Junior Eurovisiesongfestival 2011 gaf de Zweedse nationale omroep te kennen te zullen deelnemen aan de tiende editie van het Junior Eurovisiesongfestival. De selectieprocedure volgde hetzelfde stramien als in 2011. Geïnteresseerde konden een nummer indienen bij Sveriges Television, waarna een vakjury acht finalisten uitkoos.
Lilla Melodifestivalen werd op 6 juni gehouden in het Stockholmse pretpark Gröna Lund. De show werd live uitgezonden op radiozender P4. Juryleden waren Christer Björkman, Carolina Norén en Jan Lundkvist. Uiteindelijk wist Lova Sönnerbo Lilla Melodifestivalen 2012 winnend af te sluiten, waardoor zij haar vaderland mocht vertegenwoordigen op het Junior Eurovisiesongfestival 2012.

## Lilla Melodifestivalen 2012
| Volgorde | Artiest            | Lied             |
| -------- | ------------------ | ---------------- |
| 1        | Felicia Vårnäs     | Mitt liv         |
| 2        | Ida Wachsberger    | Svarta molnet    |
| 3        | Mathilda Lindström | Hellre utan dig  |
| 4        | Teddi Hernqvist    | Till New York    |
| 5        | Lova Sönnerbo      | Mitt mod         |
| 6        | Hope               | Oemotståndlig    |
| 7        | Saga Pedersen      | Om du var min    |
| 8        | Lisa Ajax          | Allt som jag har |

## In Amsterdam
Op maandag 15 oktober werd er geloot voor de startvolgorde van het Junior Eurovisiesongfestival 2012. Zweden was als tweede van twaalf landen aan de beurt, na Wit-Rusland en voor Azerbeidzjan. Aan het einde van de puntentelling stond Zweden op de zesde plaats, met 70 punten.